# Rodenticida

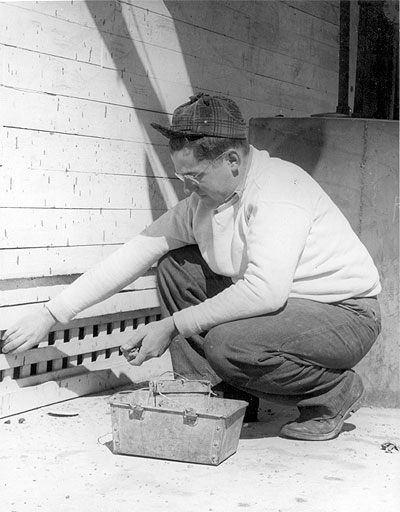
Un controlador de plagues instal·lant portaesquers amb rodenticides per al control del tifus a Gulfport, Mississipi, circa 1945.

Els rodenticides són substàncies químiques o preparats dissenyats i destinats a matar rosegadors.

## Alternatives als esquers químics
- Les trampes de captura mecànica o rateres són una alternativa viable als verins. Aquestes poden causar la mort immediata un cop activada. D'altres trampes són simples gàbies que faciliten l'entrada però no la sortida. A segons quins països es poden utilitzar, per personal especialitzat les trampes de cola.
- Altres alternatives són la possessió de gossos per a caçar-los. Existeix la creença popular que els gats poden caçar rates, però fa falta la presència de més d'un individu si es tracta de controlar rates.
- Segons quins espais es poden arribar a utilitzar tècniques de falconeria, com ara a aeroports, camps de golf, estadis de futbol, graners i sitges.

## Característiques
Un rodenticida ideal hauria de tenir les següents propietats:
- Inodor
- Insípid en concentracions letals
- Tòxic per als rosegadors, però innocu per a les persones
- Efecte retardat
- Consum exclusiu per rosegadors.
- Nuls efectes mediambientals (el producte no és bioacumulable)

## Tipus de formulacions dels esquers químics
És important mantenir els rodenticides fora de l'abast de nens i animals per això, la gran majoria es tracten amb colorants.
- Gra. El principi actiu es troba impregnant blat, sèmola o altres tipus de cereals
- Bloc extrusionat.
- Bloc parafinat.
- Pasta.
- Líquid. El principi actiu es troba dissolt en aigua i altres substàncies oloroses.
- Pols. D'ús restringit. L'animal entra en contacte pel pas de superfíces espolsades.

## Tipus
1. Anticoagulants
2. Fosfurs metàl·lics
3. Reguladors del calci

### Anticoagulants
El mecanisme d'acció dels anticoagulants és a través de la inhibició dels enzims K1-2, 3-epòxid-reductasa (freqüentment afectat pels derivats cumarínics, com la 4-hidroxicumarina o la 4-hidroxitiocumarina) i la K1 quinona reductasa (preferentment inhibit pels derivats de la indandiona). Aquestes substàncies priven l'organisme d'una font de vitamina K. El seu consum condueix a una disrupció del cicle bioquímic de la vitamina K i finalment resultant en la impossibilitat de produir elements fonamentals del sistema de coagulació de la sang, principalment el factor II (protrombina), VII (proconvertina), IX (Christmas Factor) i X (Factor Stuart).
A més aquesta disrupció metabòlica, els derivats cumarínics i indandiònics causen danys en els capil·lars, incrementant la seva permeabilitat i causant hemorràgies internes. Aquests efectes són graduals desenvolupant-se progressivament al llarg dels dies i no s'acompanya d'agonia ni dolor. A la fase final el rosegador, exhaust, colapsa en un xoc sanguini hipovolèmic o a causa d'una anèmia severa i mor calmadament. La mort succeeix normalment una o dues setmanes després de la ingestió de la dosi letal.
El rodenticides anticoagulants es classifiquen a causa de l'ordre d'aparició en agents de primera generació i de segona (els noms mostrats fan referència als principis actius, tot i que en el mercat es poden trobar diverses marques comercials).

#### Derivats Cumarínics
Deriven a partir de 4-hidroxicumarina i la 4-hidroxi-1-Benzotin-2-ona

##### 1a generació
Les preparacions basant-se en aquests principis actius requereixen concentracions relativament altes (entre el 0.005% i el 0,1%), i requereixen consum consecutiu al llarg dels dies per a aconseguir la dosi letal, ja que resulten inactius i/o menys tòxics després d'un únic consum.
- Warfarina
- Cumaretril

##### 2a generació o Superwarfarines
Els agents de segona generació són de lluny més tòxics que els de primera generació i són preparats en esquers de menor concentració (entre 0,001 i 0,005% de matèria activa), capaços de matar l'animal després d'una sola ingestió d'esquer. La segona generació de rodenticides s'anomena també Superwarfarines).
- Difenacoum
- Brodifacoum
- Bromadiolona
- Flocumafen

#### Derivats Indandiònics (a partir de laindandiona)
- Pindona
- Difacinona
- Clorofacinona

Sovint els esquers rodenticides anticoagulants es potencien afegint antibiòtics en la seva formulació, sovint la sulaquinoxalina. L'objectiu d'aquestes associacions (p. ex.: warfarina 0,05% + sulfaquinoxalina 0,02%, o difenacoum 0.005% + sulfaquinoxalina 0,02%, etc.) és actuar com a agents bacteriostàtics o antibiòtics que suprimeixin la microflora intestinal que representa una font de vitamina K. Un cop inhibida aquesta font, l'anticoagulant incrementa el seu efecte. Menys freqüentment s'usen altres antibiòtics com el cotrimoxazole, la tetraciclina, neomicina o metronidazole. També s'utilitzen sinergitzants del sistema del calci i la vitamina D (p. ex.: colecalciferol o ergocalciferol). Les formulacions comunament segueixen aquestes concentracions (p. ex.: warfarina 0.025-0,05% + colecalciferol 0,01%).
En alguns llocs on s'han estès molt les resistències s'usen rodenticides de triple component (anticoagulant + antibiòtic + vitamina D), p. ex.: Difenacoum 0.005% + Sulfaquinoxalina 0,2% i Colecalciferol 0,01%. Aquest tipus d'associacions amb anticoagulant de segona generació es consideren efectives fins i tot contra aquells llinatges de rosegadors més resistents.
La vitamina K1 s'ha utilitzat amb èxit com a antídot per a tractar intoxicacions tant en animals de companyia com en persones (casos de suïcidi). Alguns d'aquests verins actuen inhibint funcions hepàtiques i en estats avançats de l'enverinament poden mancar molts dels enzims del sistema de coagulació i fins i tot produir-se grans pèrdues de sang.
El principal benefici dels anticoagulants és el temps que transcorre entre el consum del verí fins a la inducció de la mort afavoreix que les rates no assocïin la mort per haver-lo consumit. De fet les rates solen morir a causa de mossegades i atacs d'altres rates no intoxicades que l'expulsen del grup.

### Fosfurs metàl·lics
Els fosfurs metàl·lics s'han usat per a eliminar rosegadors en una sola dosi de consum d'esquer. Usualment la mort succeeix entre 1 i 3 dies després d'una sola presa de l'esquer. L'esquer consisteix en aliment barrejat amb un fosfur, normalment fosfur de zinc. L'àcid del sistema digestiu reacciona amb el fosfur per a generar fosfina gas. Aquest tipus de verins s'utilitzen normalment en llocs on els animals s'han tornat resistents als anticoagulants. Els esquers de fosfur de zinc són més barats que els anticoagulants de segona generació. En el cas de fortes infestacions sovint s'utilitza una primera intervenció amb grans quantitats de fosfur de zinc, seguit per següents intervencions amb anticoagulants per a acabar d'erradicar la resta de població. Els pocs rosegadors que sobreviuen a l'enverinament pels anticoagulants pot ser a causa la vergonya cap a l'esquer, pel que es pot fer una aplicació d'esquer no tòxic durant una o dues setmanes i després iniciar l'aplicació d'esquers tòxics.
El fosfur de zinc s'afegeix en una proporció del 0,75-2% de l'esquer. Aquesta substància li dona una peculiar olor d'all a causa de la hidròlisi a fosfina. Aquesta olor no repulsa, i fins i tot atreu, als rosegadors, però té un efecte repulsiu en altres mamífers. Tot i això els ocells no són sensibles a l'olor i poden alimentar-se de l'esquer i resultar morts de forma col·lateral, pel que és convenient evitar l'accés als esquers.
Les pastilles o pellets (freqüentment fosfur d'alumini, calci o magnesi per a fumigació/gaseig) poden contenir altres productes químics que descomponen amoni el qual ajuda a reduir el potencial per a la autoignició o explosió del gas de fosfina.
La fosfina no s'acumula als teixits dels animals enverinats, així doncs el risc d'enverinament secundari és baix.
Abans de l'aparició dels anticoagulants els fosfurs eren el principal verí per al control de rates. Durant la II Guerra Mundial, es començaren a usar als Estats Units a causa de la mancança d'estricnina causada per l'ocupació japonesa dels territoris productors d'estricnina (Strychnos nux-vomica, al sud-est asiàtic). Els fosfurs són els verins rodenticides més ràpids, resultant en què la mort sobrevé en àrees obertes en comptes de l'interior dels edificis infestats.
Els fosfurs usats com a rodenticides són:
- Fosfur d'alumini (només com a fumigen)
- Fosfur de calci (només com a fumigen)
- Fosfur de magnesi (només com a fumigen)
- Fosfur de zinc (en esquers)

### Calciferols
Els calciferols o vitamines D com el calciferol o vitamina D3 i l'ergocalciferol o vitamina D2 s'usen com a rodenticides. Són tòxics per als rosegadors a causa del seu mecanisme de regulació de l'homeostasi del calci i el fosfat. Les vitamines D són essencials a dosis petites (unes poques IU per quilo de pes diàriament, només una fracció de mil·ligram), i com la majoria a de vitamines, són tòxics en dosis majors, cursant hipervitaminosi. Si l'enverinament és suficientment sever condueix a la mort. En rosegadors que consumenixen l'esquer rodenticida causa hipercalcèmia, disminuint els nivells de calci, principalment incrementant el consum de calci dels aliments, mobilitzant el calci fixat a la matriu cel·lular dels osos en la forma ionitzada (principalment el catió monohidrogencarbonat de calci, parcialment enllaçat a proteïnes plasmàtiques, CaHCO₃+), el qual circula dissolt en el plasma sanguini.
Després de la ingestió de la dosi letal, els nivells de calci lliure disminueixen suficientment que els vas sanguini, ronyons, la paret de l'estómac i els pulmons es mineralitzen/calcifiquen (formació de calcificacions, cristalls de sals de calci als teixits, danyant-los), conduint més tard a problemes coronaris (el miocardi és sensible a variacions dels nivells de calci lliure, afectant tant a la contracció del teixit miocardíac i excitació/propagació entre atrias i ventriculas, hemorràgies (a causa del dany dels capil·lars) i possiblement fallada renal. Es considera de dosi única, o acumulativa (depenent de la concentració emprada; la concentració comuna de 0,075% és letal per a la majoria de rosegadors després d'una sola ingesta de grans porcions de l'esquer), subcrònica (la mort ocorre normalment entre uns pocs dies o una setmana després de la ingestió de l'esquer. Les concentracions aplicades són 0.075% de colecalciferol i 0,1% d'ergocalciferol usant-se per separat.

#### Toxicologia dels calciferols
Hi ha un detall important en la toxicologia, sinergitzant amb els anticoagulants, això significa que les mescla d'anticoagulants i calciferols en el mateix esquer són més tòxiques que la suma de les toxicitats de l'anticoagulant i el calciferol en l'esquer, de manera que es pot arribar a un efecte hipercalcèmic massiu amb un contingut relatiu baix de calciferol a l'esquer, i viceversa, s'observen efectes hemorràgics més pronunciats si és present el calciferol. Aquesta sinergia és majoritàriament emprada en esquers de baixa concentració de calciferol, perquè concentracions efectives de calciferol són més cares, que les concentracions efectives de la majoria d'anticoagulants.
Històricament el 1r producte comercialitzat que contenia calciferol en un esquers rodenticides el productes de Sorex© Sorexa® D (amb una fórmula diferent que el comercialitzat actualment amb el nom de Sorexa® CD) als principis de la dècada de 1970, contenia warfarina al 0,025% i ergocalciferol al 0,1%. Avui en dia, Sorexa® CD conté una combinació de 0,0025% de difenacoum i de 0,075% colecalciferol. Nombroses marques comercialitzen avui en dia amb calciferols 0,075 - 0,1% (p. ex.: Quintox®, que conté un 0,075% de colecalciferol), o una combinació de calciferol 0,01 - 0,075% amb un anticoagulant.
En mascotes, la ingestió accidental es considera generalment segura per a gats, però perillosa en gossos.[1] Addicionalment l'anticoagulant torna l'esquer més tòxic per les mascotes així com per a les persones. Després d'una sola ingesta, solely calciferol-based esquers es consideren habitualment més segurs per a les aus que els anticoagulants de segona generació o tòxics aguts (p. ex.: fosfur de zinc, brometalina).
La calcitonina és un antídot específic per a la intoxicació per calciferol, una hormona, que redueix els nivells de calci sanguinis. La teràpia amb preparats de calcitonina comercial és, tot i així, encara força cara.

### Altres rodenticides químics
LA industria de síntesi química ha proveït de molts productes rodenticides. No obstant la farmacologia de la intoxicació mitjança un paper important en la repetició del consum per altres animals del grup. Els anticoagulants tenen l'avantatge que el seu primer efecte és la deshidratació per la pèrdua de sang, provoca que els individus afectats abandonin la instal·lació cercant aigua.
- ANTU (α-naftiltiourea). Específic contra la rata noruega, Rattus norvegicus)
- Arsènic
- Compostos de bari, un metall tòxic, com ara el carbonat de bari.
- Brometalina, que afecta el sistema nerviós, no existeix cap Antídot.
- Cloralosa, agent narcòtic producte de la condensació de clor i glucosa.
- Crimidina (2-cloro-N, N,6-trimetilpirimidina-4-amina; un verí convulsionant sintètic, antivitamina B6.
- 1,3-Difluoro-2-propanol (anomenat "Gliftor" a l'antiga URSS)
- Endrin, originalment usat com a insecticida organoclorat ciclodiènic usat en el passat per a l'extermini de ratolins de camp en cultius, mitjançant fumigació aèria durant l'hivern. Avui en dia en desús en els països desenvolupats per ser bioacumulable
- Fluoroacetamida
- Fosacetim, un rodenticida organofosforat d'acció endarrerida.
- Fòsfor blanc
- Pirinuró, un derivat de la urea.
- Escilliròsid
- Fluoroacetat de sodi
- Estricnina
- Tetrametilendisulfotetramina o tetramina
- Compostos de tal·li, un metall pesant tòxic.
- Zyklon B, cianur d'hidrogen absorbit en un portador inert.

## Nous esquers químics
Una altra alternativa és l'ús d'esquers amb una gran proporció (>40%) d'α-cel·lulosa, que s'incorpora en un esquer sòlid, que fa de matriu resistent al pas per l'estómac, aquesta matriu es dissol a l'intestí. Les pólvores anhidres d'α-cel·lulosa alliberades a l'intestí del rosegador interromp equilibri d'aigua i electròlits i així mata el rosegador. Aquest material es formula comunament, i es condensa amb additius de gust i sabor per augmentar la seva palatabilitat a granulats de mida apropiada (grànuls de mida més gran per a rates, grànuls més petits per a ratolins). Aquest material és completament no tòxic, no deixa residus nocius, és respectuós amb el medi ambient i la ingestió accidental per animals de companyia o nens es tracta simplement administrant laxants, molta aigua i electròlits. Els rosegadors morts d'aquesta no suposa cap risc d'emmetzinament secundari. Els rodenticides més nous s'han desenvolupat per treballar reduint els recomptes espermàtics en els mascles per privar-los de l'habilitat per procrear més que per matar rosegadors immediatament. Se'ls administren normalment en la temporada de cria de la majoria dels rosegadors.